# Fritz Bornemann (Regisseur)
Fritz Bornemann (* 16. Februar 1929; † 4. November 2005) war ein deutscher Regisseur und Schauspieler.

## Leben
Fritz Bornemann wirkte Ende der 1940er Jahre als junger Theaterschauspieler in Göttingen und Wolfenbüttel, kam durch den Schriftsteller Werner Ilberg in Kontakt zur FDJ und zur KPD. 1951 siedelte er aus politischen Gründen in die DDR über. 
Er ging zunächst als Regisseur nach Staßfurt. Danach übernahm er eine Assistententätigkeit bei Maxim Vallentin am Berliner Maxim-Gorki-Theater. Ab 1955 arbeitete Fritz Bornemann dann auch für den Deutschen Fernsehfunk. Von 1963 bis 1968 wirkte er an der Volksbühne Berlin, bis ihn Albert Hetterle mit Wirkung vom 1. Mai 1969 als Oberspielleiter an das Maxim-Gorki-Theater verpflichtete. Hier schied er im August 1972 als Regisseur und Stellvertreter des Intendanten aus, um zum Fernsehen zurückzukehren.
Fritz Bornemann war mit der Schauspielerin Gisela Rimpler verheiratet.

## Fernsehen (Regisseur)
- 1960: Der Henker richtet
- 1960: Die Lawine
- 1960: Draußen vor der Tür
- 1961: Das Mädchen auf dem Titelblatt
- 1962: Die heilige Johanna
- 1962: Der Weg nach Füssen
- 1962: Der Tor und der Tod
- 1965: Seine Kinder
- 1965: Fräulein Julie
- 1972: Wo Möwen stürzen – Wale ziehn
- 1974: Nachtasyl
- 1975: Lisa
- 1977: Dantons Tod (Studioaufzeichnung)
- 1980: Die Matrosen von Cattaro
- 1980: Sehr jung, sehr hübsch und das gewisse Etwas
- 1981: Morgen werde ich einen Sombrero tragen
- 1984: Flieger
- 1984: Überfahrt
- 1985: Oven ulkopuolella
- 1988: Passage
- 1989: Prinz Friedrich von Homburg
- 1990: Die Ritter der Tafelrunde
- 1991: Vaněk-Trilogie (Studioaufzeichnung)
- 1992: Schlagbaum

## Theater (Regisseur)
- 1954: Sophokles: Antigone – (Salzlandtheater Staßfurt)
- 1963: Carl Sternheim: Der Snob – (Deutsches Theater Berlin – Kammerspiele)
- 1964: Carl Sternheim: 1913 – (Deutsches Theater Berlin – Kammerspiele)
- 1964: William Shakespeare: Romeo und Julia – (Volksbühne Berlin)
- 1965: Friedrich Dürrenmatt: Der Besuch der alten Dame – (Volksbühne Berlin)
- 1966: Max Frisch: Andorra – (Volksbühne Berlin)
- 1967: Peter Weiss: Marat – (Volksbühne Berlin)
- 1968: Boris Djacenko: Doch unterm Rock der Teufel – (Volksbühne Berlin)
- 1968: Friedrich Schiller: Maria Stuart – (Volksbühne Berlin)
- 1968: Horst Kleinadam: Von Riesen und Menschen – Regie mit Karl Gassauer (Volksbühne Berlin)
- 1969: Michail Schatrow: Bolschewiki – (Maxim-Gorki-Theater Berlin)
- 1970: Ernst Ottwalt: Kalifornische Ballade – (Maxim-Gorki-Theater Berlin)
- 1970: Klaus Wolf: Lagerfeuer – Regie mit Achim Hübner (Maxim-Gorki-Theater Berlin)
- 1971: Jewgeni Schwarz: Der Schatten – (Maxim-Gorki-Theater Berlin)
- 1980: Ivan Radoev: Die Menschenfresserin – (Volksbühne Berlin)

## Theater (Schauspieler)
- 1955: Friedrich Schiller: Die Räuber (Kosinsky) – Regie: Maxim Vallentin (Maxim-Gorki-Theater Berlin)
- 1955: Friedrich Wolf: Das Schiff auf der Donau (Leutnant) – Regie: Maxim Vallentin (Maxim-Gorki-Theater Berlin)
- 1956: Oleksandr Kornijtschuk: Vertrauen – Regie: Maxim Vallentin (Maxim-Gorki-Theater Berlin)

## Auszeichnungen
- 1963: Kunstpreis der DDR
- 1988: Goldener Bildschirm des Fernsehen der DDR im Kollektiv (Für den Fernsehfilm Passage)